# Rafika Putra
Rafika Putra (* 23. Juli 1999) ist ein indonesischer Diskus- und Hammerwerfer.

## Karriere
Erste internationale Erfahrungen sammelte Rafika Putra im Jahr 2015, als er bei den Jugendasienmeisterschaften in Doha mit dem 5-kg-Hammer mit einer Weite von 57,68 m den siebten Platz belegte. 2018 erreichte er bei den Juniorenasienmeisterschaften in Gifu mit dem 6-kg-Hammer keine kültige Platzierung nahm im August aber an den Asienspielen in Jakarta teil, bei denen er im Diskuswurf mit einem Wurf auf 42,12 m den elften Platz belegte, während er mit dem Hammer mit 49,83 m auf Rang zwölf gelangte. Im Jahr darauf wurde er bei den Südostasienspielen in Capas mit 51,88 m Siebter im Hammerwurf.
2019 wurde Putra indonesischer Meister im Hammerwurf.

## Persönliche Bestleistungen
- Diskuswurf: 44,32 m, 25. September 2019 in Jakarta
- Hammerwurf: 55,65 m, 5. August 2019 in Cibinong